# Nedelja Petkowa

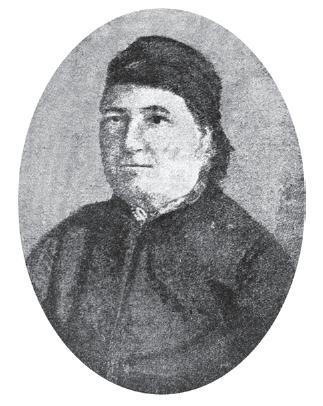
Nedelja Petkova

Nedelja Petkowa (bulgarisch Неделя Петкова; * 13. August 1826 in Sopot; † 1. Januar 1894 in Sofia) war eine bekannte Persönlichkeit der bulgarischen nationalen Wiedergeburt, eine bulgarische Erziehungswissenschaftlerin und Pionierin in der Ausbildung von Mädchen im Osmanischen Reich und eine der ersten bulgarischen Lehrerinnen in Makedonien.

## Leben
Petkowa wurde 1826 in Sopot unter ihrem Geburtsnamen Nedelja Deljuwa Guljowa (bulgarisch Неделя Делюва Гульова) geboren.
Sie erhielt eine Grundausbildung im Konvent Heilige Darstellung der Jungfrau Maria bei Sopot und bildete sich später autodidaktisch weiter. In jungen Jahren heiratete sie Petko Karaiwanow, den jüngsten Onkel von Wassil Lewski. Als ihr Mann bei seinen Reisen an Cholera erkrankte und starb, war sie allein verantwortlich für ihren Unterhalt und den ihrer fünf Kinder, den sie mit Näh- und Stickarbeiten bestritt. Durch eine Empfehlung von Najden Gerow erhielt sie 1858 eine Anstellung als Lehrerin an der neu eröffneten Mädchenschule in Sofia. Dort unterrichtete sie bis 1861, zusammen mit Sawa Filaretow. Trotz vieler Schwierigkeiten gelang es, nach einem Jahr 200 Schülerinnen zu unterrichten. Später lehrte sie, begleitet von ihrer Tochter Stanislawa Karaiwanowa, an Schulen in weiteren Städten. In Samokow war sie von 1862 bis 1864 als Lehrerin tätig, in Kjustendil von 1864 bis 1865, in Prilep von 1865 bis 1866, in Ohrid von 1868 bis 1869 und in Veles von 1870 bis 1871. Ihre Stelle in Prilep soll sie verloren haben, weil sie sich selbständig verhalten habe, freizügig gekleidet und eine Raucherin gewesen wäre. In Veles trat sie dem örtlichen Revolutionskomitee bei. Nachdem dies bekannt geworden war, wurde sie aus der Stadt verbannt. Mit Unterstützung durch das Kloster Zografou gründete sie eine gemischte bulgarische Schule im Vardar-Viertel von Thessaloniki. Dort beteiligte sie sich am Kampf der lokalen Bevölkerung gegen die Griechen (→Bulgarisch-griechischer Kirchenkampf). Sie gründete Frauen- und Wohltätigkeitsvereine und half bei der Entsendung bulgarischer Mädchen nach Russland.
Nach der Befreiung und Gründung des Fürstentums Bulgarien 1878 als Folge des Russisch-Türkischen Krieges von 1877 bis 1878 lebte sie 1878 in Kjustendil und ließ sich 1879 in Sofia nieder. Dort lebte sie, bis sie 1883 nach Rakitowo in der Oblast Pasardschik umzog, um dort weiter als Lehrerin zu arbeiten. Sie starb am 1. Januar 1894 in Sofia.
Sie bekam den Ehrentitel Baba, auf Deutsch Großmutter.

## Ehrung
Nedelya Point, eine Landspitze auf der Livingston-Insel der Südlichen Shetlandinseln, wurde nach Nedelja Petkowa benannt, ebenso die Nedelya Petkova Grundschule in Sopot. Iwo Papasow erinnert an sie mit dem Song for Baba Nedelya aus seinem 1991 erschienenen Album Balkanology.